# (7210) Darius
(7210) Darius (6555 P-L) – planetoida z grupy pasa głównego asteroid okrążająca Słońce w ciągu 4,78 lat w średniej odległości 2,84 j.a. Odkryta 24 września 1960 roku.